# Eddie Griffin (aktor)
Edward „Eddie” Griffin, Jr. (ur. 15 lipca 1968 w Kansas City) – amerykański komik, aktor, scenarzysta, reżyser i producent filmowy. 

## Życiorys
Urodził się w Kansas City i był wychowywany przez swoją samotną matkę, Doris Thomas, operatorkę firmy telefonicznej. Jego rodzina była Świadkami Jehowy. Ukończył Lincoln High School w Kansas City w Missouri. W 1984, mając 16 lat, przeniósł się do Compton w Kalifornii, aby zamieszkać ze swoimi kuzynami. Później został ojcem i zaciągnął się do United States Navy, ale w ciągu kilku miesięcy został zwolniony za używanie marihuany. Po odsiadce sześciu miesiącach w więzieniu za napaść po walce, związał koniec z końcem, tańcząc i malując mieszkania. 
W 1989 odważył się wystąpić na amatorskiej scenie w lokalnym klubie komediowym i zdobył owację na stojąco opowiadając o rodzinnych historiach. Wkrótce rozwijając osobisty styl, przypominający takich klasycznych komików, jak Richard Pryor i Redd Foxx, Griffin zyskał dalsze uznanie podczas trasy po 22 miastach, a później w serii improwizowanych występów w popularnym Comic Store w Los Angeles. Występował w programie HBO Russell Simmons Def Comedy Jam oraz w nominowanym do nagrody Cable Ace programie specjalnym Griffin. 
Wkrótce zadebiutował na kinowym ekranie jako klubowy didżej w komedii sensacyjnej Tony’ego Scotta Ostatni skaut (1991) u boku Bruce’a Willisa. Grał tytułową postać Eddiego Shermana w sitcomie UPN Malcolm & Eddie (1996–2000) z Malcolmem-Jamalem Warnerem. Pojawił się też w teledyskach: „Gin and Juice” (1993) rapera Snoop Doggy Dogga i Daza Dillingera w reż. Dr. Dre w roli imprezowicza, „Honey” (1997) Mariah Carey jako porywacz / członek organizacji D.U.N.C.E., „Can’t Nobody Hold Me Down” (1997) Puffa Daddy’ego w roli pasażera samochodu oraz „Take Ya Home” (2001) Bow Wowa jako właściciel sklepu. W Chappelle’s Show (2004) wystąpił w skeczu „World Series of Dice” jako Grits n ’Gravy. 

## Filmografia

### Film
| Rok  | Tytuł                                                                  | Rola                                                   |
| ---- | ---------------------------------------------------------------------- | ------------------------------------------------------ |
| 1991 | Ostatni skaut (The Last Boy Scout)                                     | M. C.                                                  |
| 1991 | Pięć uderzeń serca (The Five Heartbeats)                               | brzuchomówca                                           |
| 1991 | Dice Rules                                                             | pracownik stacji benzynowej (niewymieniony w czołówce) |
| 1992 | Czacha dymi (Brain Donors)                                             | posłaniec                                              |
| 1993 | Stożkogłowi (Coneheads)                                                | klient                                                 |
| 1991 | Mo' Funny: Black Comedy in America                                     | w roli samego siebie (na zdjęciach archiwalnych)       |
| 1993 | Człowiek-meteor (The Meteor Man)                                       | Michael Anderson                                       |
| 1994 | Impreza 3 (House Party 3)                                              | gość na imprezie                                       |
| 1994 | Magia miłości (Jason’s Lyric)                                          | Rat                                                    |
| 1995 | The Walking Dead                                                       | szeregowy Hoover Brache                                |
| 1997 | Eddie Griffin: Voodoo Child                                            | w roli samego siebie                                   |
| 1998 | Armageddon                                                             | posłaniec rowerowy                                     |
| 1999 | Franky Goes to Hollywood (krótkometrażowy dokumentalny)                | w roli samego siebie                                   |
| 1999 | Boski żigolo (Deuce Bigalow: Male Gigolo)                              | Tiberius Jefferson „T.J.” Hicks                        |
| 1999 | Ekipa wyrzutków (The Mod Squad)                                        | Sonny                                                  |
| 1999 | Głupek (Foolish)                                                       | Miles „Foolish” Waise                                  |
| 2000 | All Jokes Aside (film dokumentalny)                                    | w roli samego siebie                                   |
| 2000 | Dar z nieba (Picking up the Pieces)                                    | Sediento                                               |
| 2001 | Niefortunna zamiana (Double Take)                                      | Freddy Tiffany                                         |
| 2002 | John Q                                                                 | Lester Matthews                                        |
| 2002 | Nowy (The New Guy)                                                     | Luther                                                 |
| 2002 | Tajniak (Undercover Brother)                                           | Anton Jackson / tajny brat                             |
| 2002 | Pinokio (Pinocchio)                                                    | kot (angielski dubbing)                                |
| 2003 | Dysfunkcyjna rodzina (Dysfunktional Family, dokumentalny)              | w roli samego siebie (także scenarzysta)               |
| 2003 | Straszny film 3 (Scary Movie 3)                                        | Orpheus                                                |
| 2004 | Wybuch (Blast!)                                                        | Lamont Dixon                                           |
| 2004 | Ojciec mojego dziecka (My Baby's Daddy)                                | Lonnie (także scenarzysta i producent filmowy)         |
| 2005 | Historia Wendella Bakera (The Wendell Baker Story)                     | McTeague                                               |
| 2005 | Deuce Bigalow: Boski żigolo w Europie (Deuce Bigalow: European Gigolo) | Tiberius Jefferson „T.J.” Hicks                        |
| 2005 | N.T.V.                                                                 | reżyser                                                |
| 2006 | Komedia romantyczna (Date Movie)                                       | Frank Jones                                            |
| 2006 | Rok bez Mikołaja (The Year Without a Santa Claus)                      | Jingle                                                 |
| 2006 | Who Made the Potatoe Salad?                                            | Malik                                                  |
| 2006 | Irlandzki numer (Irish Jam)                                            | Jimmy Winston „Da Jam” McDevitt                        |
| 2007 | Norbit                                                                 | Pope Sweet Jesus                                       |
| 2007 | Redline                                                                | nikczemnik                                             |
| 2007 | I’m Rick James                                                         | w roli samego siebie                                   |
| 2007 | Sprawiedliwość ulicy (Urban Justice)                                   | Armand Tucker                                          |
| 2008 | Beethoven 6 – Wielka ucieczka (Beethoven’s Big Break)                  | Stanley Mitchell                                       |
| 2008 | Freedom of Speech                                                      | w roli samego siebie                                   |
| 2009 | Young World                                                            |                                                        |
| 2010 | Hollywont                                                              |                                                        |
| 2010 | Bunyan and Babe                                                        | głos                                                   |
| 2011 | You Can Tell 'Em I Said It                                             | w roli samego siebie                                   |
| 2014 | Going to America                                                       | Fumnanya                                               |
| 2015 | American Hero                                                          | Lucille                                                |
| 2017 | All About the Money                                                    | Christopher Jefferson Johnson                          |
| 2018 | Undeniable                                                             | w roli samego siebie                                   |
| 2018 | Narodziny gwiazdy (A Star Is Born)                                     | Pastor                                                 |
| 2020 | The Comeback Trail                                                     | Devin Wilton                                           |

### Seriale TV
- : Byle do dzwonka (Saved by the Bell) jako wesoły klubowicz
- 1992: One Night Stand - w roli samego siebie
- 1996–2000: Malcolm & Eddie jako Edward Otis „Eddie” Sherman (także scenarzysta)
- 2004: Chappelle’s Show jako Grits N' Gravy